# Marija Terezija od Luksemburga
Maria Teresa (rođena kao María Teresa Mestre y Batista; 22. ožujka 1956.) je velika vojvotkinja od Luksemburga kao supruga velikog vojvode Henrija, koji je stupio na prijestolje 2000. godine.
Godine 1980. Mestre je diplomirala političke znanosti na Poslijediplomskom institutu za međunarodne i razvojne studije u Ženevi. Dok je tamo studirala, upoznala je svog budućeg supruga Henrija od Luksemburga.